# Jacob Avshalomov
Jacob Avshalomov (Tsingtao, China, 28 maart 1919 – Portland, 25 april 2013) was een Amerikaans componist en dirigent.

## Levensloop
Jacob was de zoon van de Russische componist Aaron Avshalomov en had een moeder wier geboortestad San Francisco is. Deze familie verbleef circa 30 jaar in China.

Jacob pakte de muziek pas echt op toen hij 19 jaar oud was; ondertussen gehinderd door de Japanse Invasie en vrijwilliger in een Brits corps. In december 1937 vertrok Jacob samen met zijn moeder terug naar de Verenigde Staten; vanaf toen wijdde hij zich geheel aan componeren.

Hij studeerde een jaar bij Ernst Toch in Los Angeles; daarna twee jaar bij de familie Lucia en Jacques Gersjkovitsj in Portland. Ook kreeg hij les van Bernard Rogers en Aaron Copland. Hij ontmoette daar zijn vrouw Doris; studeerde aan het Reed College en speelde cello en percussie in het Junior Symphony aldaar. Daaropvolgend studeerde hij twee jaar aan de Eastman School of Music waar hij afstudeerde.
Gedurende de Tweede Wereldoorlog verbleef hij in Engeland, waar hij koren dirigeerde. Terug in de VS werd hij ambtenaar bij het State Department, waar hij een carrière beoogde op te bouwen. Maar al snel trad hij toe tot de staf van de Columbia University (1946-1954). In 1954 keerde hij terug in Portland waar hij het concert dirigeerde van het Junior Symphony ter gelegenheid van het 30-jarig bestaan; in juni volgde hij zijn mentor Jacques Gersjkovitsj. Tot 1995 bekleedde hij daar diverse functies. Gedurende zijn tijd aldaar zag hij wel 10.000 audities van studenten om te mogen toe treden tot het jeugdorkest van Portland.
In 1968 werd hij door Lyndon Johnson benoemd als lid van de National Humanities Council voor zes jaar.

## Oeuvre (selectief)

### Werken voor orkest
- (1964): Praises from the corners of the Earth;
- (1982): Raptures for orchestra on madrigals of Gesualdo;
- (1994): Symphony of Songs;
- (1995): His fluid aria;
- (1996): When summer shines
- Reflections from the road
- Songs in season

### Werken voor harmonieorkest
- Make a Joyful Noise Unto the Lord

## Bron
- Uitgave van Albany Records